# جوناثان شو (فنان وشم)
جوناثان شو (بالإنجليزية: Jonathan Shaw)‏ (4 يوليو 1953، نيويورك في الولايات المتحدة)؛ مؤلف وروائي أمريكي.